# 26426 Koechl
26426 Koechl è un asteroide della fascia principale. Scoperto nel 1999, presenta un'orbita caratterizzata da un semiasse maggiore pari a 2,3083822 UA e da un'eccentricità di 0,0285393, inclinata di 3,22170° rispetto all'eclittica.